# Hydrolithon chamaedoris
Hydrolithon chamaedoris (Foslie & M. Howe) M.J. Wynne, 2005  é o nome botânico  de uma espécie de algas vermelhas pluricelulares do gênero Hydrolithon, família Corallinaceae, subfamília Mastophoroideae.
- São algas marinhas encontradas no Caribe.

## Sinonímia
- Lithophyllum chamadoris   Foslie & M.A. Howe, 1906
- Fosliella chamadoris   (Foslie & M.A. Howe) M.A. Howe, 1920